# Горшков, Андрей Владимирович
Андрей Владимирович Горшков (Пустой шаблон {{ВД-Преамбула}} ) — советский и российский хоккеист, нападающий. Мастер спорта СССР.

## Биография
Воспитанник ярославского хоккея. В сезоне 1977/78 дебютировал за ярославское «Торпедо» во второй лиге. В сезонах 1977/78 — 1981/82 играл за СКА Хабаровск. Вернувшись в Ярославль, играл за команду в течение девяти сезонов; в 1983 году вышел в первую лигу, в 1987 году — в высшую лигу. Завершил карьеру в команде второй лиги «Десна» Брянск (1991/92).
В дальнейшем выступал за любительские и ветеранские команды в первенстве Ярославской области, занимался бизнесом.
Скончался 5 июня 2023 года на 65-м году жизни.